# Jerin
Jerin je priimek v Sloveniji, ki ga je po podatkih Statističnega urada Republike Slovenije na dan 1. januarja 2024 uporabljalo 153 oseb in je 2153. najpogostejši priimek v Sloveniji. Največ ljudi s tem priimkom, 82, živi v Osrednjeslovenski statistični regiji. Priimek je po pogostnosti s 529. mestom najvišje uvrščen v Zasavski statistični regiji, kjer živi 22 oseb s tem priimkom.

## Znani nosilci priimka
- Albin Jerin (1908—1993), gradbenik, strok. za ceste
- Anja Jerin, etnologinja, koordinatroka varstva nesnovne kulturne dediščine
- Katarina Jerin (*1967), prevajalka
- Maks Jerin, kipar z motorno žago
- Marjan Jerin, partizan, poveljnik Kozjanskega odreda
- Urban Jerin (1785—1849), duhovnik, stolni dekan, šolnik, metelčičar, homeopat
- Zoran Jerin (1925—2005), alpinist, novinar, urednik in pisatelj